# Wilker Ángel
Wilker José Ángel Romero (Valera, 18 maart 1993) is een voetballer uit Venezuela, die speelt als centrale verdediger. Hij stapte in het seizoen 2010/11 over van Trujillanos FC naar Deportivo Táchira.

## Interlandcarrière
Onder leiding van bondscoach Noel Sanvicente maakte Ángel zijn debuut voor het Venezolaans voetbalelftal op 18 november 2014 in de vriendschappelijke wedstrijd tegen Bolivia (3-2) in La Paz. Hij nam in dat duel de openingstreffer voor zijn rekening.
1 Baroja ·
2 Ángel ·
3 Túñez ·
4 Vizcarrondo ·
5 Amorebieta ·
6 Cichero ·
7 Miku ·
8 Rincón ·
9 Rondón ·
10 Vargas ·
11 González ·
12 Dani ·
13 Seijas ·
14 Lucena ·
15 Guerra ·
16 Rosales ·
17 Martínez ·
18 Arango ·
19 Acosta ·
20 Perozo ·
21 Rivas ·
22 Murillo ·
23 Faríñez ·
Coach: Sanvicente